# Miska Kangasniemi
Miska Kangasniemi (* 6. Januar 1975 in Jyväskylä) ist ein ehemaliger finnischer Eishockeyspieler. 

## Karriere
Miska Kangasniemi begann seine Karriere als Eishockeyspieler in seiner Heimatstadt in der Nachwuchsabteilung von JYP Jyväskylä, für dessen Profimannschaft er von 1994 bis 1998 in der SM-liiga, der höchsten finnischen Spielklasse, aktiv war. Daraufhin wurde der Verteidiger von Tappara Tampere verpflichtet. Mit der Mannschaft wurde er in den Spielzeiten 2000/01 und 2001/02 jeweils Vizemeister, ehe er in der Saison 2002/03 im dritten Anlauf mit Tappara den finnischen Meistertitel gewann. Zur Saison 2004/05 wechselte er zu den Malmö Redhawks aus der schwedischen Elitserien. Am Saisonende musste er mit seiner Mannschaft den Abstieg in die zweitklassige HockeyAllsvenskan hinnehmen, in der er mit Malmö in der folgenden Spielzeit den direkten Wiederaufstieg erreichte. Er selbst kehrte jedoch zu seinem Heimatverein JYP Jyväskylä zurück, für den er von 2006 bis 2008 in der SM-liiga auf dem Eis stand. Im Anschluss an die Saison 2008/09, die er erneut bei Tappara Tampere verbrachte, beendete er seine Karriere im Alter von 34 Jahren. 

### International
Für Finnland nahm Kangasniemi an der U20-Junioren-Weltmeisterschaft 1995 teil. Im Seniorenbereich stand er 2003 im Aufgebot seines Landes bei der Euro Hockey Tour.

## Erfolge und Auszeichnungen
- 2003 Finnischer Meister mit Tappara Tampere
- 2006 Aufstieg in die Elitserien mit den Malmö Redhawks